# سیمور کری
سیمور راجر کری (به انگلیسی: Seymour Roger Cray)؛ زاده ۲۸ سپتامبر ۱۹۲۵، چیپوا فالز، ویسکانسین، ایالات متحده - درگذشته ۵ اکتبر ۱۹۹۶، کلرادو اسپرینگز، کلرادو، ایالات متحده) مهندس برق و الکترونیک و متخصص کامپیوتر آمریکایی بود که از پیشگامان طراحی ابررایانهها محسوب می‌شود. سیمور کری شرکت کری را در سیاتل بنیان نهاد که تا اکنون مهمترین شرکت تولید ابررایانه در دنیا می‌باشد.

### مقدمه
سیمور کری (Seymour Cray) (1925–1996) یکی از تأثیرگذارترین مهندسان و دانشمندان علوم کامپیوتر در تاریخ محسوب می‌شود. او به‌عنوان «پدر ابررایانه‌ها» شناخته می‌شود و نوآوری‌های او در طراحی کامپیوترهای پرسرعت، تحولی عظیم در صنعت محاسبات به وجود آورد. کری با طراحی ماشین‌هایی مانند Cray-1 و Cray-2، استانداردهای جدیدی برای قدرت پردازش تعیین کرد و راه را برای پیشرفت‌های بعدی در حوزه‌های علمی، نظامی و هواشناسی هموار ساخت.

### زندگی‌نامه و تحصیلات
سیمور کری در ۲۸ سپتامبر ۱۹۲۵ در ویسکانسین متولد شد. او از کودکی به مهندسی و الکترونیک علاقه داشت و پس از خدمت در جنگ جهانی دوم، در دانشگاه مینه‌سوتا تحصیل کرد و در سال ۱۹۵۱ مدرک کارشناسی ارشد خود را در رشته مهندسی برق دریافت نمود.
در سال ۱۹۵۷، کری به شرکت Control Data Corporation (CDC) پیوست و در آنجا اولین ابررایانه موفق خود به نام CDC 6600 را طراحی کرد. این ماشین در آن زمان سریع‌ترین کامپیوتر جهان بود و توانست IBM را در بازار محاسبات پیشرفته پشت سر بگذارد.

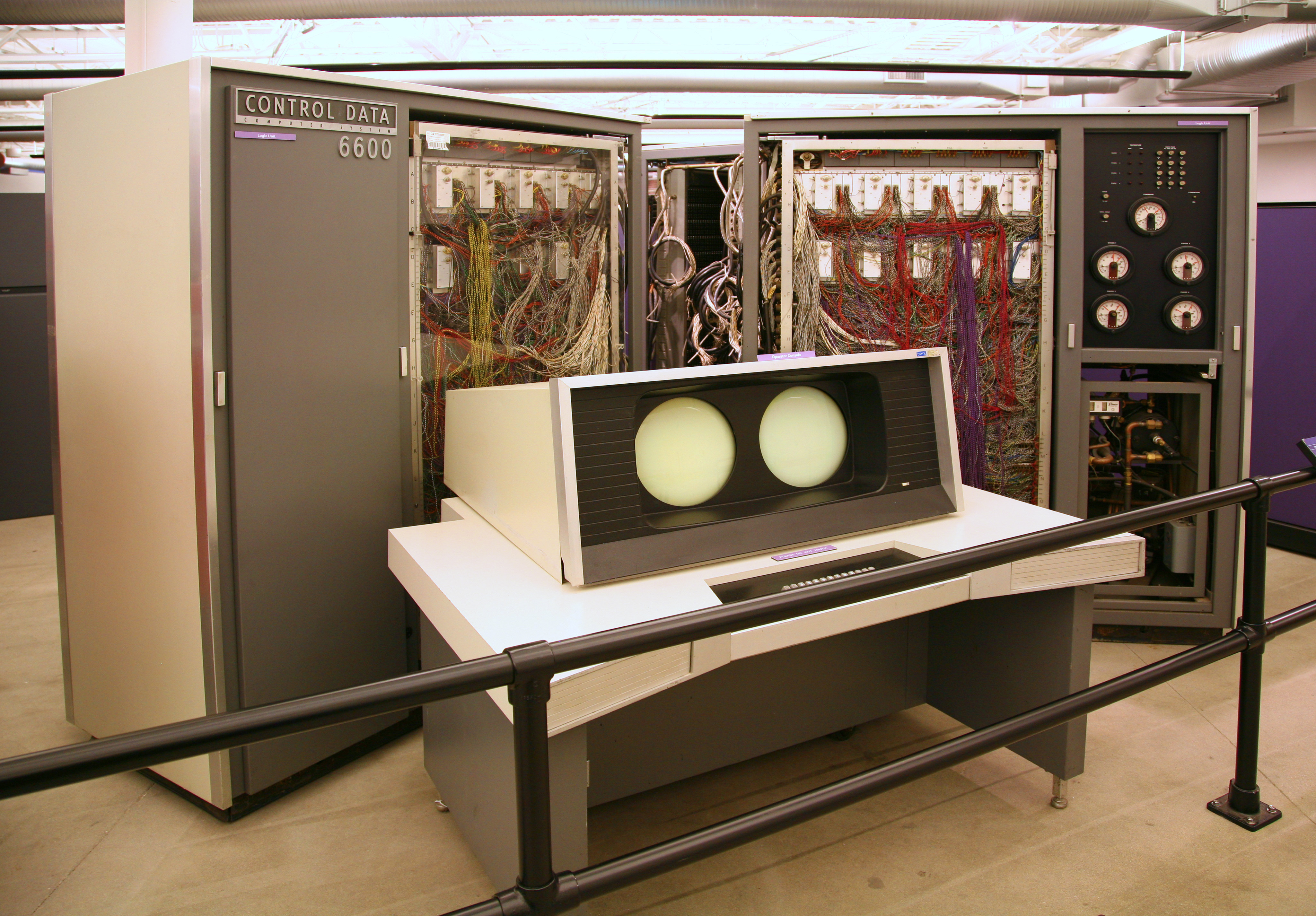
cdc 6600

### تاسیس شرکت کری ریسرچ و انقلابی در ابررایانه‌ها
در سال ۱۹۷۲، کری شرکت خود را با نام Cray Research تأسیس کرد و اولین محصول این شرکت،کری-۱، در سال ۱۹۷۶ معرفی شد. این ابررایانه با معماری منحصربه‌فرد خود (شامل طراحی حلقوی برای کاهش طول کابل‌ها و بهبود سرعت) به یکی از نمادهای فناوری پیشرفته تبدیل شد. Cray-1 قادر به انجام ۱۶۰ میلیون محاسبه در ثانیه بود و در آزمایشگاه‌های ملی، مراکز تحقیقاتی و سازمان‌های دفاعی مورد استفاده قرار گرفت.
پس از آن، مدل‌های بعدی مانند کری-۲(۱۹۸۵) و کری-۳ (۱۹۹۰) با استفاده از فناوری‌های پیشرفته‌تر مانند خنک‌کنندگی مایع و مدارهای مجتمع سریع‌تر توسعه یافتند.

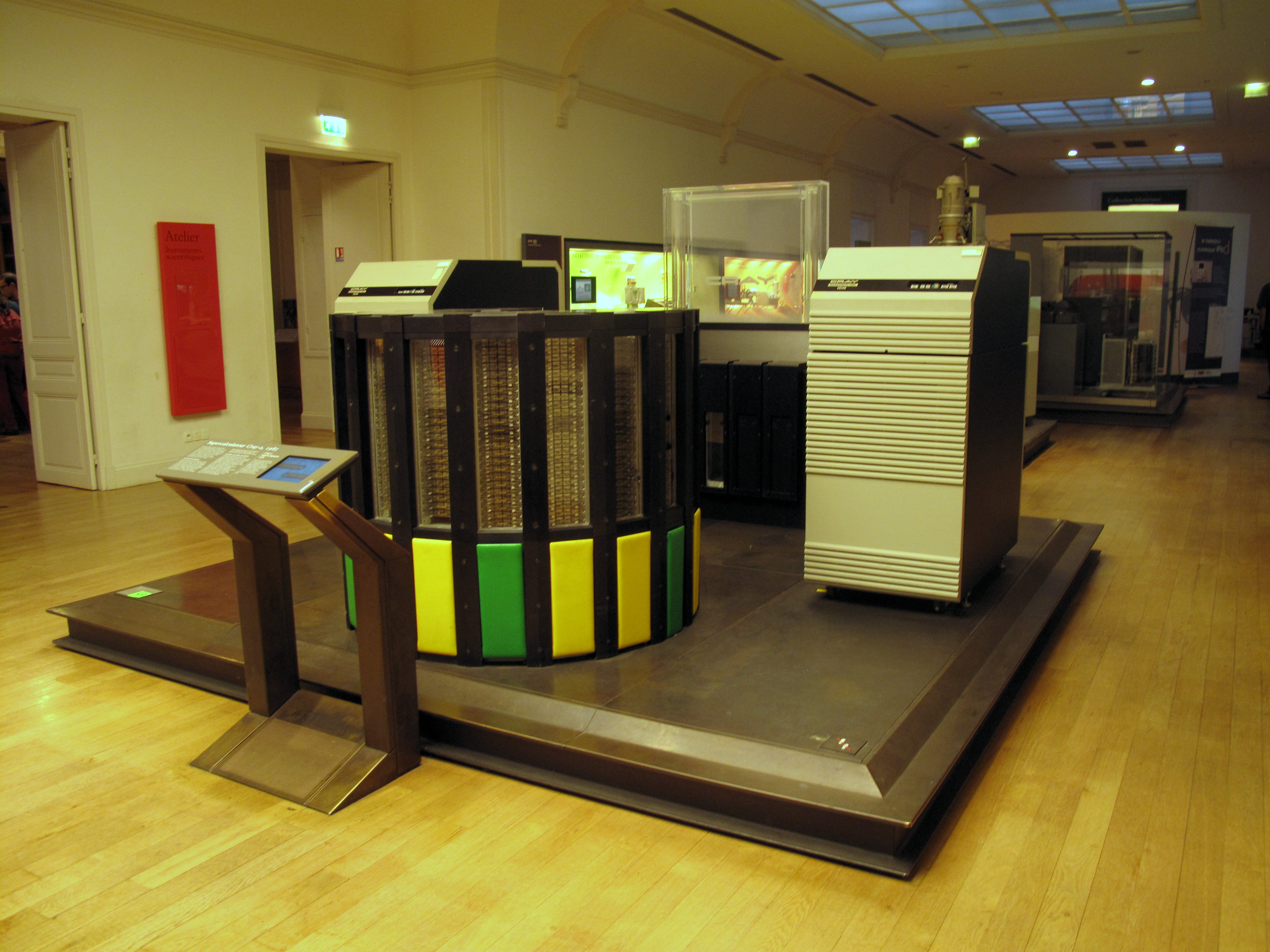
cray-2

### میراث و تأثیرگذاری
سیمور کری نه‌تنها یک مهندس نابغه بود، بلکه فلسفه طراحی او بر سادگی، کارایی و تمرکز بر سرعت استوار بود. او اعتقاد داشت که «هرچه تعداد ترانزیستورها کمتر باشد، سریع‌تر می‌توانند کار کنند» و این اصل را در طراحی‌های خود به کار می‌برد.
متأسفانه، کری در سال ۱۹۹۶ بر اثر جراحات ناشی از یک تصادف رانندگی درگذشت، اما میراث او تا امروز زنده است. جایزه Seymour Cray Computer Engineering Award به افتخار او به پیشگامان صنعت ابررایانه‌ها اهدا می‌شود.

### نتیجه‌گیری
سیمور کری با خلاقیت و پشتکار خود، مرزهای محاسبات را جابه‌جا کرد و پایه‌گذار نسل‌های بعدی ابررایانه‌ها شد. امروزه، شرکت‌هایی مانند Cray (اکنون بخشی از Hewlett Packard Enterprise) و دیگر غول‌های فناوری همچنان از اصول طراحی او الهام می‌گیرند. بدون شک، دنیای محاسبات پیشرفته مدیون این نابغه فناوری است.
«هدف من ساختن سریع‌ترین کامپیوتر در جهان است، نه پاسخ دادن به ایمیل‌ها!»
— سیمور کری

## منابع

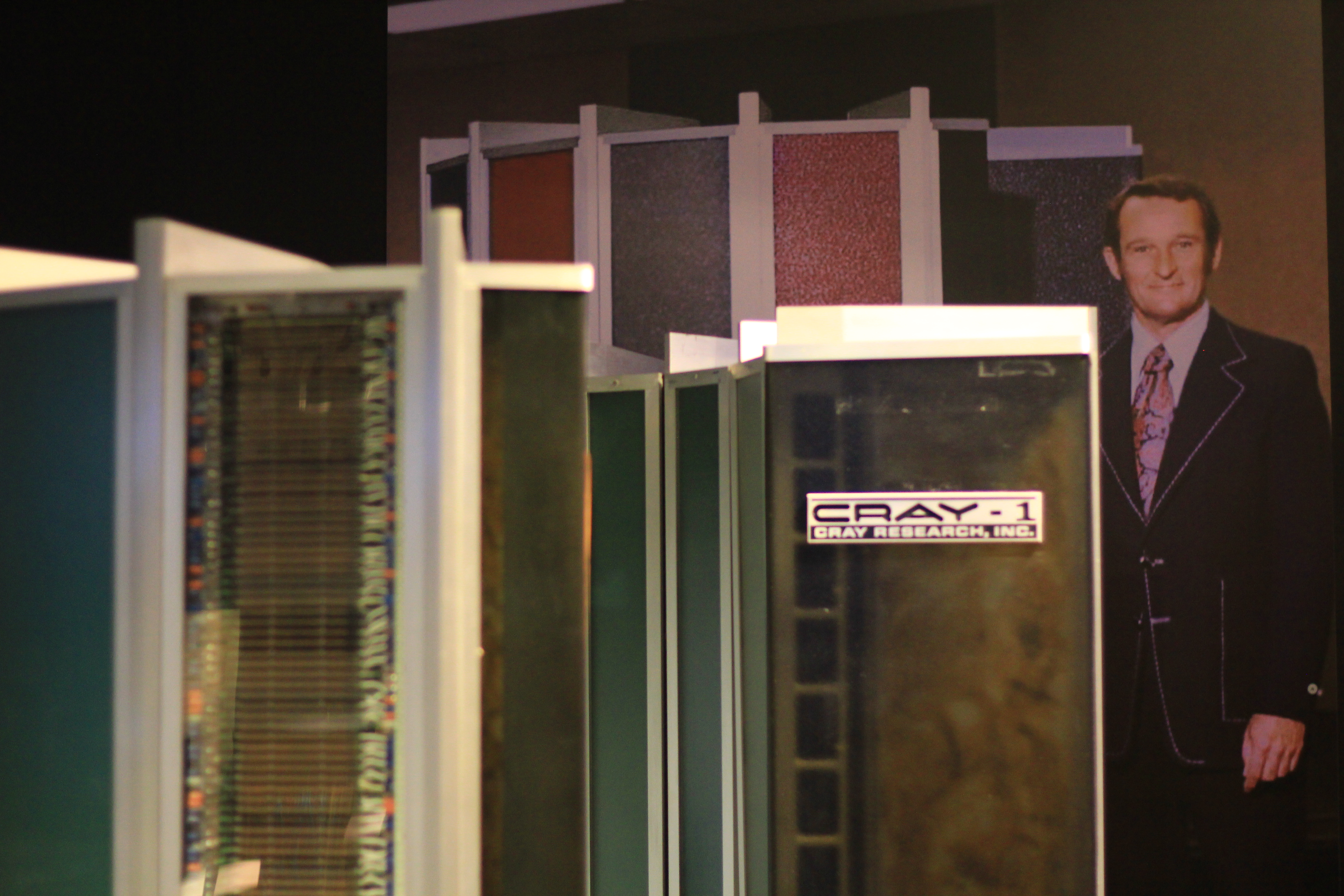
Seymour Cray